# Zaven Sargsyan
Pour les articles homonymes, voir Sargsyan.
Zaven Sargsyan, né le 2 juin 1947 et mort le 24 novembre 2020, est un photographe et historien arménien. Né en 1947, il a beaucoup écrit de livres sur l'histoire des monastères arméniens et a pris de nombreuses photos ayant fait l'objet de diverses expositions. C'est aussi le conservateur du Musée Paradjanov d'Erevan. Il a dirigé l'exposition intitulée « Paradjanov le magnifique »
Il est apparu, à la fin de l'année 2006, dans l'émission des racines et des ailes de France 3 parlant de l'Arménie.

## Publications
- Paradjanov le magnifique, éditions École des Beaux-Arts, 2007  (ISBN 2-84056-224-3)
- De l'hypocrisie universelle d'une institution, in Area Revue n°25, page 71 sq., entretien avec Christine Jean, 2011.